# Prosalirus
Prosalirus – monotypowy rodzaj płazów bezogonowych zawierający jeden gatunek Prosalirus bitis. W chwili odkrycia była to najstarsza znana żaba. Żył we wczesnej jurze, około 190 milionów lat temu. Miał 5 cm długości.
Jego szczątki odkryte zostały w roku 1994 w Arizonie, na ziemi Nawahów (hrabstwo Coconino) przez Neila Shubina z Uniwersytetu Pensylwanii oraz Farisha Jenkinsa z Uniwersytetu Harvarda.
Do omawianego rodzaju zaliczamy tylko jeden gatunek, Prosalirus bitis (nazwa rodzajowa zaczerpnięta z łacińskiego słowa "skakać do przodu", a nazwa gatunkowa, tibis, w języku Nawaho oznacza "wysoko ponad").
Prosalirus żył o 15 milionów lat wcześniej niż Sanyanlichan, uznawany wcześniej za najstarszą znaną żabę. Ponadto szczątki Prosalirusa, w przeciwieństwie do skamieniałości swojego późniejszego krewnego, posiadały dobrze zachowane kończyny tylne oraz miednicę, co jest bardzo ważne dla poznania ewolucji płazów bezogonowych.
Prosalirus z pewnością potrafił już dobrze skakać, w przeciwieństwie do swoich przodków pokroju triadobatracha. Jego nogi były dość silne. W miarę elastyczna miednica, pozwalała na przekazywanie ciału siły skoku. Szczątkowy ogon, występujący jeszcze u triadobatracha, zrósł się w pojedynczą kość. Mięśnie ogona Prosalirusa zaczęły odgrywać nową rolę, to jest usztywnianie miednicy w czasie skoku. Badanie miejsc ich zaczepienia do miednicy wykazały jednak, że były słabsze niż u współczesnych nam żab.